# Stawy w Poniatowej
Stawy w Poniatowej – zespół dziesięciu stawów zlokalizowanych w centrum miasta Poniatowa (województwo lubelskie).

## Charakterystyka
Zespół kaskadowo położonych akwenów (marketingowo nazywanych Doliną Dziesięciu Stawów) ma łączną powierzchnię ponad 19 hektarów. Zasila je Kraczewianka (dopływ Chodelki). Na jednym ze stawów, od strony Alei Spacerowej, po rewitalizacji w 2022, funkcjonuje kąpielisko miejskie (wcześniej zlokalizowane na tym samym stawie, ale od strony ulicy Słonecznej). Znajduje się tu m.in. tężnia solankowa.

## Wędkarstwo
Wędkowanie możliwe jest z licencją Polskiego Związku Wędkarskiego. W stawach żyją m.in. szczupaki, sumy, karpie, leszcze, sandacze oraz karasie (srebrzysty i szlachetny).

## Galeria

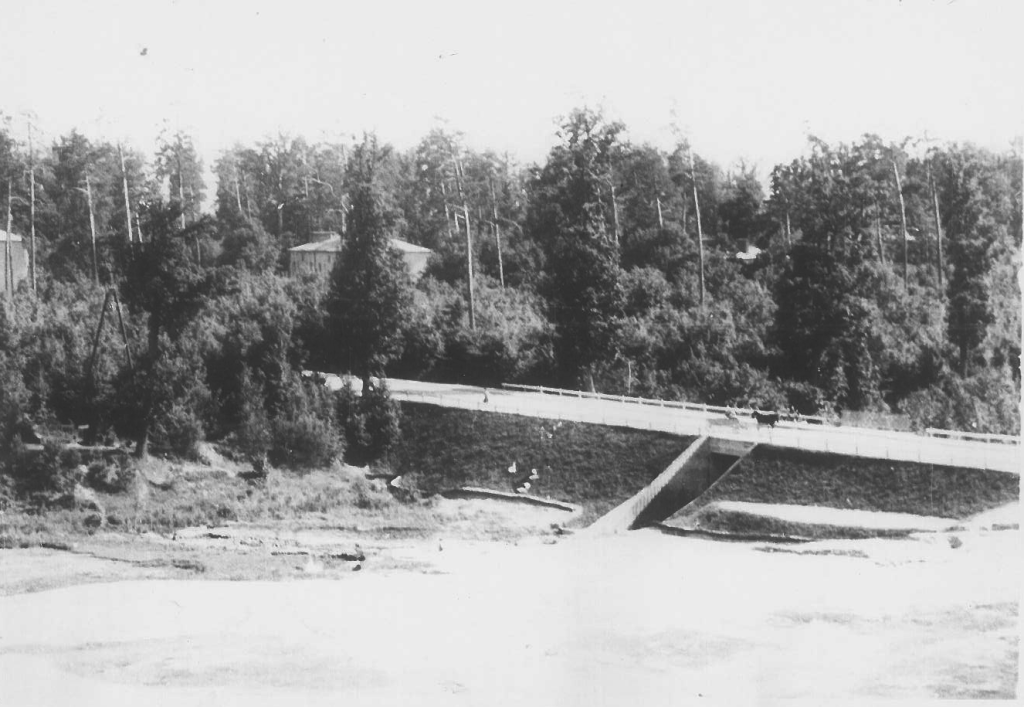
Widok historyczny. Most na Kraczewiance
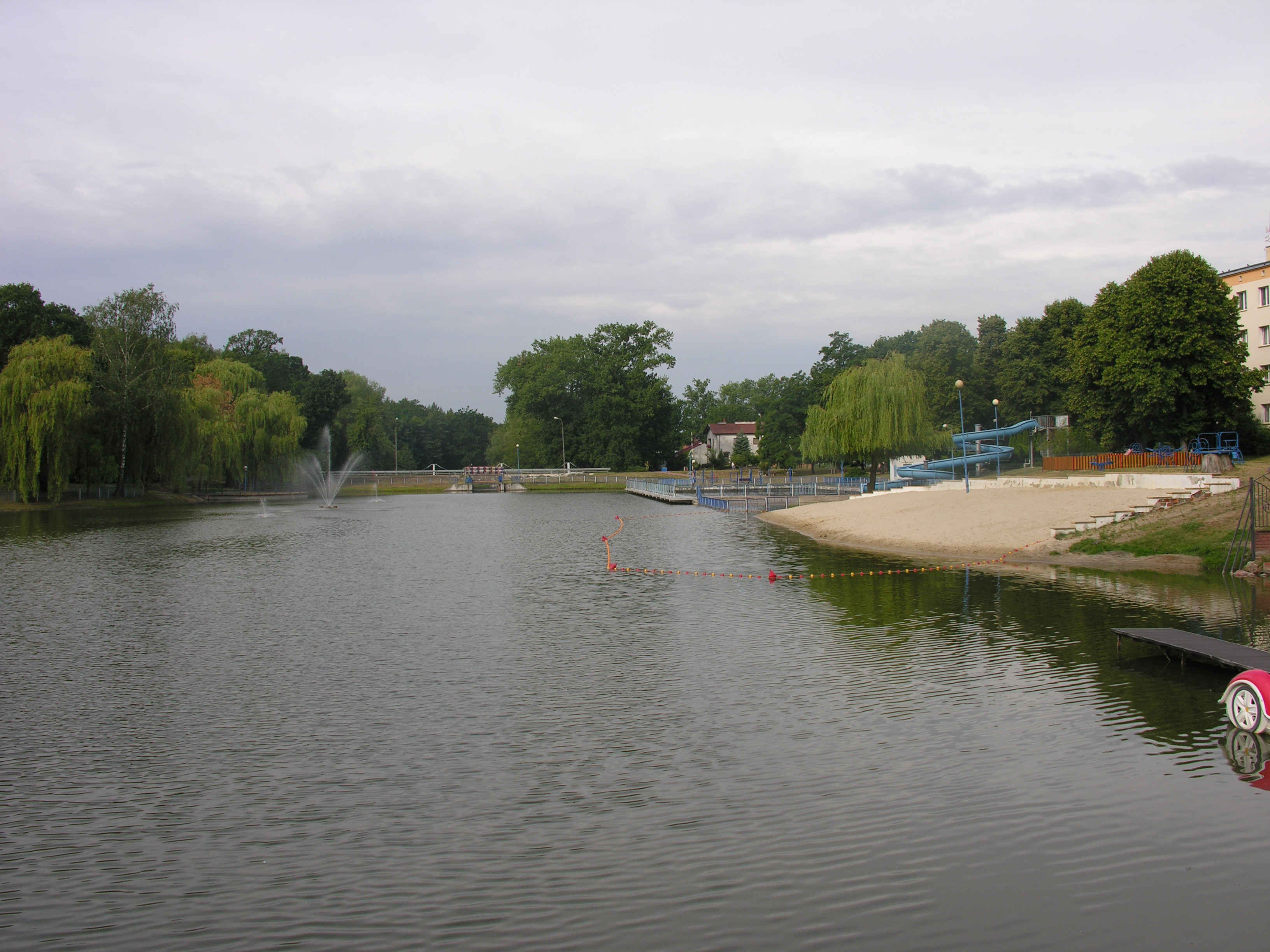
Dawne położenie kąpieliska przy ul. Słonecznej